# Измерение

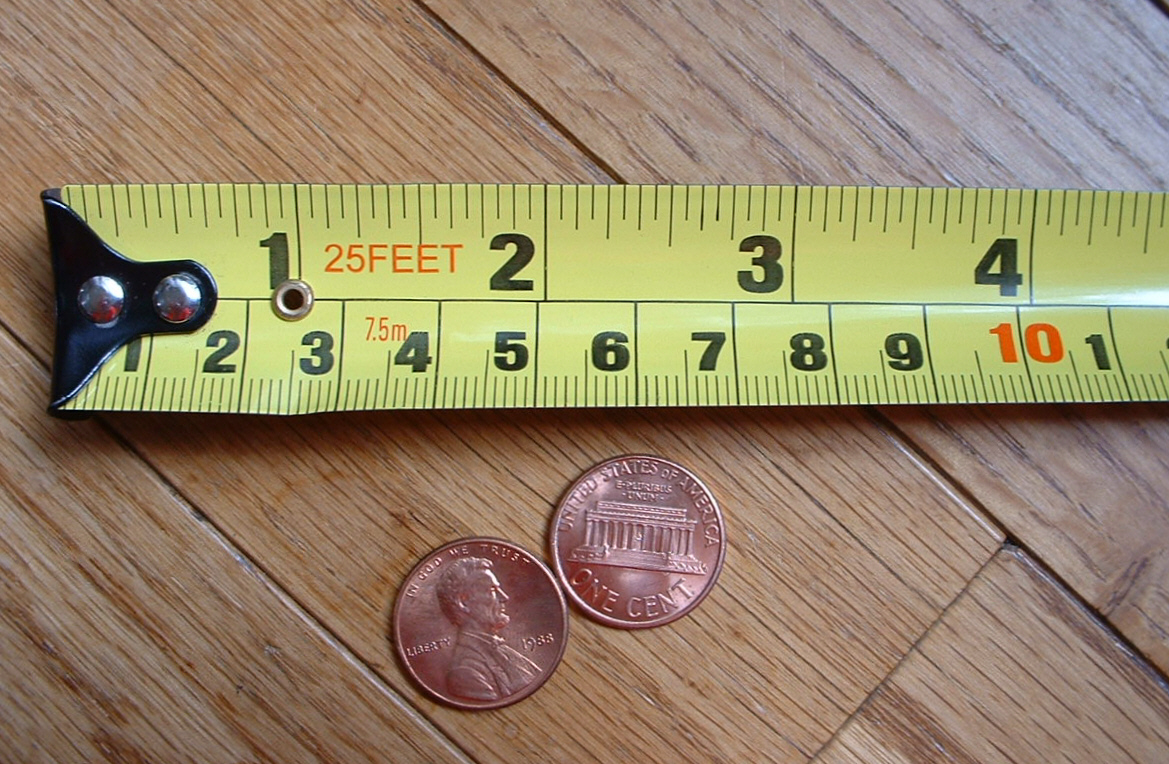
Рулетка с двумя шкалами.

Измере́ние — совокупность действий для определения отношения одной (измеряемой) величины к другой однородной величине, принятой всеми участниками за единицу, хранящуюся в техническом средстве (средстве измерений). Числовым значением измеряемой величины называется число, получившееся в результате измерения, а значением физической величины — числовое значение совместно с обозначением используемой единицы.
Измерение физической величины опытным путём проводится с помощью различных средств измерений — мер, измерительных приборов, измерительных преобразователей, систем, установок и т. д. Измерение физической величины включает в себя несколько этапов: 1) сравнение измеряемой величины с единицей; 2) преобразование в форму, удобную для использования (различные способы индикации).
- Принцип измерений — физическое явление или эффект, положенный в основу измерений.
- Метод измерений — приём или совокупность приёмов сравнения измеряемой физической величины с её единицей в соответствии с реализованным принципом измерений. Метод измерений обычно обусловлен устройством средств измерений.

Характеристикой точности измерения является его погрешность или неопределённость.
Примеры измерений:
1. В простейшем случае, прикладывая линейку с делениями к какой-либо детали, по сути сравнивают её размер с единицей, хранимой линейкой, и, произведя отсчёт, получают значение величины (длины, высоты, толщины и других параметров детали).
2. С помощью измерительного прибора сравнивают размер величины, преобразованной в перемещение указателя, с единицей, хранимой шкалой этого прибора, и проводят отсчёт.

В тех случаях, когда невозможно выполнить измерение (не выделена величина как физическая, или не определена единица измерений этой величины) практикуется оценивание таких величин по условным шкалам, например, Шкала Рихтера интенсивности землетрясений, Шкала Мооса — шкала твёрдости минералов.
Частным случаем измерения является сравнение без указания количественных характеристик.
Наука, предметом изучения которой являются все аспекты измерений, называется метрологией.

## Классификация измерений

### По видам измерений
Согласно РМГ 29-99 «Метрология. Основные термины и определения» выделяют следующие виды измерений:
- Прямое измерение — измерение, при котором искомое значение физической величины получают непосредственно.
- Косвенное измерение — определение искомого значения физической величины на основании результатов прямых измерений других физических величин, функционально связанных с искомой величиной.
- Совместные измерения — проводимые одновременно измерения двух или нескольких не одноимённых величин для определения зависимости между ними.
- Совокупные измерения — проводимые одновременно измерения нескольких одноимённых величин, при которых искомые значения величин определяют путём решения системы уравнений, получаемых при измерениях этих величин в различных сочетаниях.
- Равноточные измерения — ряд измерений какой-либо величины, выполненных одинаковыми по точности средствами измерений в одних и тех же условиях с одинаковой тщательностью.
- Неравноточные измерения — ряд измерений какой-либо величины, выполненных различающимися по точности средствами измерений и (или) в разных условиях.
- Однократное измерение — измерение, выполненное один раз.
- Многократное измерение — измерение физической величины одного и того же размера, результат которого получен из нескольких следующих друг за другом измерений, то есть состоящее из ряда однократных измерений
- Статическое измерение — измерение физической величины, принимаемой в соответствии с конкретной измерительной задачей за неизменную на протяжении времени измерения.
- Динамическое измерение — измерение изменяющейся по размеру физической величины.
- Абсолютное измерение — измерение, основанное на прямых измерениях одной или нескольких основных величин и (или) использовании значений физических констант.
- Относительное измерение — измерение отношения величины к одноимённой величине, играющей роль единицы, или измерение изменения величины по отношению к одноимённой величине, принимаемой за исходную (см. ниже нулевой метод).

В различных источниках дополнительно выделяют такие виды измерений: метрологические и технические, необходимые и избыточные и др.

### По методам измерений
- Метод непосредственной оценки — метод измерений, при котором значение величины определяют непосредственно по показывающему средству измерений.
- Метод сравнения с мерой — метод измерений, в котором измеряемую величину сравнивают с величиной, воспроизводимой мерой.
  - Нулевой (компенсационный) метод измерений — метод сравнения с мерой, в котором результирующий эффект воздействия измеряемой величины и меры на прибор сравнения доводят до нуля.
  - Метод измерений замещением — метод сравнения с мерой, в котором измеряемую величину замещают мерой с известным значением величины.
  - Метод измерений дополнением — метод сравнения с мерой, в котором значение измеряемой величины дополняется мерой этой же величины с таким расчётом, чтобы на прибор сравнения воздействовала их сумма, равная заранее заданному значению.
  - Дифференциальный метод измерений — метод измерений, при котором измеряемая величина сравнивается с однородной величиной, имеющей известное значение, незначительно отличающееся от значения измеряемой величины, и при котором измеряется разность между этими двумя величинами.

### По условиям, определяющим точность результата
- Метрологические измерения
  - Измерения максимально возможной точности, достижимой при существующем уровне техники. В этот класс включены все высокоточные измерения и в первую очередь эталонные измерения, связанные с максимально возможной точностью воспроизведения установленных единиц физических величин. Сюда относятся также измерения физических констант, прежде всего универсальных, например измерение абсолютного значения ускорения свободного падения[1].
  - Контрольно-поверочные измерения, погрешность которых с определённой вероятностью не должна превышать некоторого заданного значения. В этот класс включены измерения, выполняемые лабораториями государственного контроля (надзора) за соблюдением требований технических регламентов, а также состоянием измерительной техники и заводскими измерительными лабораториями. Эти измерения гарантируют погрешность результата с определённой вероятностью, не превышающей некоторого, заранее заданного значения[1].
- Технические измерения, в которых погрешность результата определяется характеристиками средств измерений. Примерами технических измерений являются измерения, выполняемые в процессе производства на промышленных предприятиях, в сфере услуг и др.[1]

### По отношению к изменению измеряемой величины
Динамическое и статическое.

### По результатам измерений
- Абсолютное измерение — измерение, основанное на прямых измерениях одной или нескольких основных величин и (или) использовании значений физических констант.
- Относительное измерение — измерение отношения величины к одноимённой величине, играющей роль единицы, или измерение изменения величины по отношению к одноимённой величине, принимаемой за исходную.

## Классификация рядов измерений

### По точности
- Равноточные измерения — однотипные результаты, получаемые при измерениях одним и тем же инструментом или им подобным по точности прибором, одним и тем же (или аналогичным) методом и в тех же условиях.
- Неравноточные измерения — измерения, произведённые в случае, когда нарушаются эти условия.

### По числу измерений
- Однократное измерение — измерение, выполненное один раз.
- Многократное измерение — измерение физической величины одного и того же размера, результат которого получен из нескольких следующих друг за другом измерений, то есть состоящее из ряда однократных измерений.

## Классификация измеряемых величин

### По точности
- Детерминированные и случайные.

### По результатам измерений
- Равнорассеянные и неравнорассеянные.

## История

### Стандартизация измерений
В начале 1840 г. во Франции была введена метрическая система мер.
В 1867 г. Д. И. Менделеев выступил с призывом содействовать подготовке метрической реформы в России. По его инициативе Петербургская академия наук предложила учредить международную организацию, которая обеспечивала бы единообразие средств измерений в международном масштабе. В 1875 г. была принята Метрическая конвенция. Принятие Конвенции ознаменовало начало международной стандартизации.

## Единицы и системы измерения
В физике и технике единицы измерения (единицы физических величин, единицы величин) используются для стандартизованного представления результатов измерений. Использование термина единица измерения противоречит нормативным документам и рекомендациям метрологических изданий, однако он широко употребляется в научной литературе. Численное значение физической величины представляется как отношение измеренного значения к некоторому стандартному значению, которое и является единицей измерения. Число с указанием единицы измерения называется именованным. Различают основные и производные единицы. Основные единицы в данной системе единиц устанавливаются для тех физических величин, которые выбраны в качестве основных в соответствующей системе физических величин. Так, Международная система единиц (СИ) основана на Международной системе величин (англ. International System of Quantities, ISQ), в которой основными являются семь величин: длина, масса, время, электрический ток, термодинамическая температура, количество вещества и сила света. Соответственно, в СИ основными единицами являются единицы указанных величин. Размеры основных единиц устанавливаются по соглашению в рамках соответствующей системы единиц и фиксируются либо с помощью эталонов (прототипов), либо путём фиксации численных значений фундаментальных физических постоянных.

### Международная система единиц

Семь базовых величин в СИ. Стрелки указывают зависимости между величинами.

Система единиц физических величин, современный вариант метрической системы. СИ является наиболее широко используемой системой единиц в мире, как в повседневной жизни, так и в науке и технике. В настоящее время СИ принята в качестве основной системы единиц большинством стран мира и почти всегда используется в области техники, даже в тех странах, в которых в повседневной жизни используются традиционные единицы. В этих немногих странах (например, в США) определения традиционных единиц были изменены таким образом, чтобы связать их фиксированными коэффициентами с соответствующими единицами СИ. Официальным международным документом по системе СИ является Брошюра СИ (фр. Brochure SI, англ. SI Brochure), издающаяся с 1970 года. С 1985 года выходит на французском и английском языках, переведена также на ряд других языков. В 2006 году вышло 8-е издание.
| Величина                      | Величина    | Единица      | Единица                | Единица     | Единица       | Единица |
| Наименование                  | Размерность | Наименование | Наименование           | Обозначение | Обозначение   |         |
| Наименование                  | Размерность | русское      | французское/английское | русское     | международное |         |
| ----------------------------- | ----------- | ------------ | ---------------------- | ----------- | ------------- | ------- |
| Длина                         | L           | метр         | mètre/metre            | м           | m             |         |
| Масса                         | M           | килограмм    | kilogramme/kilogram    | кг          | kg            |         |
| Время                         | T           | секунда      | seconde/second         | с           | s             |         |
| Сила электрического тока      | I           | ампер        | ampère/ampere          | А           | A             |         |
| Термодинамическая температура | Θ           | кельвин      | kelvin                 | К           | K             |         |
| Количество вещества           | N           | моль         | mole                   | моль        | mol           |         |
| Сила света                    | J           | кандела      | candela                | кд          | cd            |         |

### Метрическая система мер
Общее название международной десятичной системы единиц, основанной на использовании метра и килограмма. На протяжении двух последних веков существовали различные варианты метрической системы, различающиеся выбором основных единиц. В настоящее время международно признанной является система СИ. Основное отличие метрической системы от применявшихся ранее традиционных систем заключается в использовании упорядоченного набора единиц измерения. Для любой физической величины существует лишь одна главная единица и набор дольных и кратных единиц, образуемых стандартным образом с помощью десятичных приставок. Тем самым устраняется неудобство от использования большого количества разных единиц (таких, например, как дюймы, футы, фадены, мили и т. д.) со сложными правилами преобразования между ними. В метрической системе преобразование сводится к умножению или делению на степень числа 10, то есть к простой перестановке запятой в десятичной дроби.

### Система СГС
Система единиц измерения, которая широко использовалась до принятия Международной системы единиц (СИ). Другое название — абсолютная физическая система единиц. В рамках СГС существуют три независимые размерности (длина, масса и время), все остальные сводятся к ним путём умножения, деления и возведения в степень (возможно, дробную). Кроме трёх основных единиц измерения — сантиметра, грамма и секунды, в СГС существует ряд дополнительных единиц измерения, которые являются производными от основных. Некоторые физические константы получаются безразмерными. Есть несколько вариантов СГС, отличающихся выбором электрических и магнитных единиц измерения и величиной констант в различных законах электромагнетизма (СГСЭ, СГСМ, Гауссова система единиц). СГС отличается от СИ не только выбором конкретных единиц измерения. Из-за того, что в СИ были дополнительно введены основные единицы для электромагнитных физических величин, которых не было в СГС, некоторые единицы имеют другие размерности. Из-за этого некоторые физические законы в этих системах записываются по-разному (например, закон Кулона). Отличие заключается в коэффициентах, большинство из которых — размерные. Поэтому, если в формулы, записанные в СГС, просто подставить единицы измерения СИ, то будут получены неправильные результаты. Это же относится и к разным разновидностям СГС — в СГСЭ, СГСМ и Гауссовой системе единиц одни и те же формулы могут записываться по-разному.

### Английская система мер
Используется в Великобритании, США и других странах. Отдельные из этих мер в ряде стран несколько различаются по своему размеру, поэтому ниже приводятся в основном округлённые метрические эквиваленты английских мер, удобные для практических расчётов.

## Средство измерений
Техническое средство, предназначенное для измерений, имеющее нормированные метрологические характеристики, воспроизводящее и (или) хранящее единицу физической величины, размер которой принимают неизменным (в пределах установленной погрешности) в течение известного интервала времени. Законом РФ «Об обеспечении единства измерений» средство измерений определено как техническое средство, предназначенное для измерений. Формальное решение об отнесении технического средства к средствам измерений принимает Федеральное агентство по техническому регулированию и метрологии. Классификация:
- по техническому назначению
- по степени автоматизации
- по стандартизации средств измерений
- по положению в поверочной схеме
- по значимости измеряемой физической величины
- по измерительным физико-химическим параметрам

## Точность
1. Точность средства измерений — степень совпадения показаний измерительного прибора с истинным значением измеряемой величины. Чем меньше разница, тем больше точность прибора. Точность эталона или меры характеризуется погрешностью или степенью воспроизводимости. Точность измерительного прибора, откалиброванного по эталону, всегда хуже или равна точности эталона.
2. Точность результата измерений — одна из характеристик качества измерения, отражающая близость к нулю погрешности результата измерения.

### Погрешность измерения
Оценка отклонения измеренного значения величины от её истинного значения. Погрешность измерения является характеристикой (мерой) точности измерения. Поскольку выяснить с абсолютной точностью истинное значение любой величины невозможно, то невозможно и указать величину отклонения измеренного значения от истинного. (Это отклонение принято называть ошибкой измерения. В ряде источников, например, в Большой советской энциклопедии, термины ошибка измерения и погрешность измерения используются как синонимы, но согласно РМГ 29-99 термин ошибка измерения не рекомендуется применять как менее удачный). Возможно лишь оценить величину этого отклонения, например, при помощи статистических методов. На практике вместо истинного значения используют действительное значение величины хд, то есть значение физической величины, полученное экспериментальным путём и настолько близкое к истинному значению, что в поставленной измерительной задаче может быть использовано вместо него. Такое значение, обычно, вычисляется как среднестатистическое значение, полученное при статистической обработке результатов серии измерений. Это полученное значение не является точным, а лишь наиболее вероятным. Поэтому в измерениях необходимо указывать, какова их точность. Для этого вместе с полученным результатом указывается погрешность измерений. Например, запись T=2,8±0,1 c. означает, что истинное значение величины T лежит в интервале от 2,7 с. до 2,9 с. с некоторой оговорённой вероятностью (см. доверительный интервал, доверительная вероятность, стандартная ошибка).